# Mean Eyed Cat
«Mean Eyed Cat» es una canción de rock compuesta por el músico estadounidense Johnny Cash
 y publicada como sencillo en 1960. La canción fue escrita y grabada originalmente por Cash en Sun Records el 30 de julio de 1955. Sun lo lanzó como single (Sun 347, con "Port of Lonely Hearts" en el lado opuesto) en octubre de 1960, siendo el último lanzamiento para Sun de Cash cuando este dejó el sello por Columbia Records unos años antes; por el estilo de la canción, que es más movida, bailable y rápida a diferencia de las demás canciones de Cash, está considerada como una de las primeras canciones del género "Rockabilly". 
Cash realizó hizo una versión completamente revisada de esta canción para su álbum de 1996 Unchained (un seguimiento producido por Rick Rubin de American Recordings).

## Composición
"Mean Eyed Cat" es una locura de "Rockabilly" sobre un tipo que le da dinero a su mujer para comprar en la tienda principal, solo para que ella pueda ir y gastarlo en "comida para gatos comprada en la tienda para su gato del ojo malo". " La presunción del gato se estira un poco, ya que esa es la única vez que se usa en la canción. Ella finalmente lo deja con una nota de "Querido John" en su almohada mientras se dirige a la ciudad para traerla de regreso. Una vez más, el tren se convierte en un símbolo de escape y libertad, ya que la mujer en apuros toma un tren en dirección este. - John M. Alexander. The Man in Song: A Discographic Biography of Johnny Cash

## Gráficos
| Gráfico (1960)                     | Posición alta |
| ---------------------------------- | ------------- |
| Estados Unidos (Hot Country Songs) | 30            |